# Адміністративний поділ Кірибаті

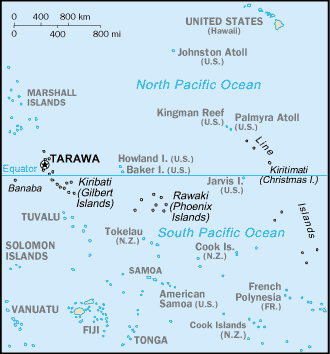
Кірибаті

Кірибаті не має офіційного адміністративного поділу. Умовно географічно поділяється на один населений атол (Банаба) та три архіпелаги (Острови Гілберта, Острови Лайн, Острови Фенікс). 
Загалом є 21 населений острів, які мають власні ради - 19 по одній (Абаїанг, Абемама, Аранука, Арорае, Банаба, Беру, Бутарітарі, Кантон, Кіритіматі, Куріа, Маїана, Макін, Маракеї, Нікунау, Ноноуті, Онотоа, Табуаеран, Тамана, Тераїна), Табітеуа - дві (Південна Табітеуа та Північна Табітеуа), а Південна Терава - три (Бетіа, Буота, Теїнаїнано).  
До здобуття незалежності у 1979 році Кірибаті поділялося на 6 дистриктів:
1. Банаба
2. Південний Острів Гілберта
3. Північний Острів Гілберта
4. Центральний Острів Гілберта
5. Острови Лайн
6. Тарава